# Бутил
Бутил — одновалентный радикал бутана, или заместитель с формулой −С4Н9, производное бутана или изобутана (С4Н10). Часто встречается в качестве заместителя в органических веществах.
н-Бутан может быть замещён как в оба терминальных атома, так и в два центральных.
Нормальный, или н-бутил: CH3−CH2−CH2−CH2− (систематическое название: бутил)
Вторичный бутил, или втор-бутил: CH3−CH2−CH(CH3)− (систематическое название: 1-метилпропил)
Другой разветвлённый изомер бутана — изобутан, может быть замещённым по трём терминальным атомам или по центральному
Изобутил: (CH3)2CH−CH2− (систематическое название: 2-метилпропил)
Третичный бутил, трет-бутил: (CH3)3C− (систематическое название: 1,1-диметилэтил)

## Номенклатура
Согласно номенклатуре ИЮПАК, обозначения «изобутил», «втор-бутил», и «трет-бутил» могут использоваться в качестве тривиальных.
| Структурная формула | Устоявшееся название | Номенклатура ИЮПАК | Систематическое имя | Альтернативные названия |
| ------------------- | -------------------- | ------------------ | ------------------- | ----------------------- |
|                     | н-бутил              | бутил              | бутил               | бутан-1-ил              |
|                     | изобутил             | изобутил           | 2-метилпропил       | 2-метилпропан-1-ил      |
|                     | втор-бутил           | втор-бутил         | 1-метилпропил       | бутан-2-ил              |
|                     | трет-бутил           | трет-бутил         | 1,1-диметилэтил     | 2-метилпропан-2-        |

Бутил — самый большой алкильный заместитель, имеющий тривиальное название.
Префикс изо-, втор- и трет- обозначают количество разветвлений цепи (также известен как RI). Изо — означает — одно, втор- два и трет- три.

## Примеры
Ниже представлены варианты бутильных заместителей на примере изомеров «бутил ацетата»
| butyl acetate  | isobutyl acetate | sec-butyl acetate | tert-butyl acetate |
| н-бутил ацетат | изобутилацетат   | втор-бутилацетат  | трет-бутилацетат   |

## Этимология
С ростом количества атомов углерода радикал бутил стал последним названым исторически, а не с использованием греческого счёта. Название «бутил» происходит от английского названия масляной кислоты (англ. butyric acid), которая так названа оттого, что она содержится в прогорклом масле (англ. butter, которое, в свою очередь, восходит к лат. butyrum — масло).

## Стерические свойства
С увеличивающейся разветвлённости проявляются стрерические требование бутильной группы. Трет-бутил группа создаёт стерическое напряжение вокруг себя. Это может стабилизировать вещество благодаря блокировке реакционного центра, что соответственно меняет кинетику реакции: ускорять или замедлять реакцию. В большинстве случаев происходит торможение из-за стерического отталкивания фрагентов молекулы. Ускорение происходит, когда трет-бутил фиксирует необходимую для протекания реакции конформацию.

## Якорная группа
Изобутил также как и трет-бутилгруппа способна применяться как якорная группа. Это означает, что благодаря своему стерическому эффекту изменяет предпочтения конформаций в молекуле. Так для примера отталкивание свободных алкильных групп затрудняется либо предотвращается переход из одной конформацию циклогексанового кольца в другую. Громоздкий трет-бутильный остаток остаётся предпочтительно в экваториальном положении, так как при этом уменьшается взаимодействия с другими заместителями в циклогексановом кольце. Во-вторых, возможная конформация кресла с остатком аксиальном положении, вследствие проявляется отталкивания с другими аксиальными группами. Это энергетически неблагоприятно, и равновесие смещено в сторону занятия трет-бутильной группы экваториальной конформации.

## Трет-бутиловый эффект
Трет-бутильный заместитель стерически очень требователен и используется в химии кинетической стабилизации вместе с другими объёмными группами, такими как триметилсилильная группа. Эффект, который проявляет трет-бутильная группа воздействуя на прогресс химической реакции называют трет-бутиловый эффект.
Этот эффект иллюстрируется в реакции Дильса-Альдера ниже, где трет-бутильный заместитель изменяет коэффициент скорости реакции более чем в 240 раз по сравнению с водородом как заместителя.

## Электроноакцепторные свойства
Благодаря различным позициям, которыми бутильные группы могут соединяться с остальной молекулой, он проявляет различные электроакцепторные свойства. Так между изомерами бутильного остатка электронная плотность у третичного атома углерода трет-бутилгруппы наибольшая, а у н-бутила наиболее низкая. Это отражается в повышении основных свойств литированных веществ от н-бутиллития, через втор-бутиллитий к трет-бутиллитию. Подобный эффект увеличения основности существует и в ряду 1-бутанол, 2-бутанол, трет-бутанол.

## Применение

Структура н-бутиллития

Алкиллитий сильное металлорганическое основание. Он может депротонировать очень слабые кислоты, ровно как и литировать вещества. Коммерчески доступны три основания бутиллития, как стандартные реактивы: н-бутиллитий, втор-бутиллитий и трет-бутиллитий.
Гидрирующий агент диизобутилалюминий гидрид содержит два изобутильных остатка.